# Motor-magasinet
Motor-magasinet er den danske autobranches fagblad udgivet siden 1969. Avisen udkommer 44 gange om året og henvender sig til alle parter i autobranchen: Teknik, produktnyheder, motorsport, messer og økonomisk styring. Desuden informeres om politiske tiltag af betydning for branchen. 
Oplaget lå i 2013 ifølge Danske Specialmedier på 6.544 med et læsertal på 55.000 ifølge Gallup.[kilde mangler]
På Motor-magasinets websted findes en daglig netavis, messekalender, detaljerede bilsalgstal, udbudsovervågning, jobmarked, markedsplads og artikelarkiv. 
Motor-magasinet har siden begyndelsen i 1969 haft skiftende ejere og blev i 2002 overtaget af Aller Business, der ville opbygge en stor, dansk fagbladsvirksomhed. Den 1. januar 2010 blev Motor-magasinet overtaget af Danske Fagmedier ApS.